# Emil Lohner
Emil Lohner (* 15. April 1865 in Thun; † 24. Februar 1959 ebenda, heimatberechtigt in Thun) war ein Schweizer Politiker (FDP).

## Leben
Nach der Matura in Burgdorf begann Lohner 1883 mit dem Studium der Rechtswissenschaft in Bern. Er erhielt das Fürsprecherpatent und war von 1889 bis 1890 Anwalt im Büro seines Schwiegervaters in Thun. Anschliessend war er von 1890 bis 1891 Leiter eines Rechtsbüros in Aarberg und von 1891 bis 1909 in Thun.
Im Jahr 1897 wurde er in seiner Heimatstadt in den Gemeinderat gewählt und war von 1899 bis 1909 Gemeindepräsident. Von 1898 bis 1909 hatte er Einsitz im Grossen Rat des Kantons Bern und war von 1909 bis 1928 im Regierungsrat. Er stand bis 1918 dem Erziehungsdepartement vor und war danach Vorsteher des Justiz- und Militärdepartements. Von 1914 bis 1919 war er Präsident der FDP Schweiz. Zudem sass er nach den Parlamentswahlen 1902 bis 1927 im Nationalrat. 1919 kandidierte er ohne Erfolg als Bundesrat.
Lohner war Verwaltungsratspräsident der BLS von 1923 bis 1927, sowie der Schweizerischen Mobiliar. Während des Ersten Weltkriegs bis Ende der 1920er Jahre war Lohner ein führender Freisinniger in der Schweiz.
Lohner war ein Brückenbauer zwischen der Deutsch- und der Westschweiz und war massgeblich daran beteiligt, die parteiinternen Spannungen 1919 zu bereinigen. Sein erstes politisches Engagement in Thun galt vor allem dem Schulwesen. Während seiner Zeit als Erziehungsdirektor war er verantwortlich für die Wiedereinführung des Maturitätsexamens sowie für eine bessere Besoldung der Primarlehrer. Als er Justizdirektor war, wurde die Bezirksverwaltung vereinfacht, eine neue Strafprozessordnung eingeführt sowie eine Jugendgerichtsbarkeit eingeführt. Im Nationalrat setzte er sich für den Ausbau der bernischen Eisenbahnen sowie der Elektrifizierung der Schweizerischen Bundesbahnen ein. Er profilierte sich als Mitglied der Völkerbundskommission in der Aussenpolitik und vertrat von 1922 bis 1924 die Schweiz in der Abrüstungskommission und 1925 an der Genfer Waffenhandelskonferenz des Völkerbunds. Vom Bundesrat ernannt, war Lohner von 1928 bis 1935 als Direktor des Zentralamts für Internationalen Eisenbahntransport.
In der Schweizer Armee war er Oberst, 1934 wurde er Ehrendoktor der Medizin der Universität Bern.

## Werke (Auswahl)
- Eidgenössische Verwaltungsreform. Referate für den freisinnig-demokratischen Parteitag vom 3. April 1910. Von Nationalrat R. Lohner und Conseiller national Félix Bonjour. Buchdruckerei der NZZ, Zürich 1910.
- Frühlingstage in Hellas. Von Odiporos (= Pseudonym von Emil Lohner). Buchdruckerei Pochon-Jent, Bern 1929.
- Zur politischen Lage. Gedanken eines Alten. Referat. Büchler, Bern 1937.